# Итаси
Итаси (на френски: Itasy) е един от двадесет и двата региона на Мадагаскар.
- Столица: Миаринариво
- Площ: 6993 км²
- Население (по преброяване през май 2018 г.): 897 962 души
- Гъстота на населението: 128,4 души/км²[1]

Регион Итаси е разположен в провинция Антананариво. Разделен е на 3 района. След регион Аналаманга, регион Итаси е най-гъсто населеният мадагаскарски регион.